# Neogloeosporidina
Neogloeosporidina is een monotypisch geslacht van schimmels behorend tot de familie Dermateaceae. Het bevat alleen Neogloeosporidina pruni.